# پرچم‌های آسیا
این یک نگارخانه از پرچم‌های ملی است که در آسیا استفاده می‌شود.

## بین‌المللی

پرچم اتحادیه اروپا
پرچم کشورهای مستقل همسود
پرچم سازمان کشورهای صادرکننده نفت (اوپک)
پرچم شورای همکاری کشورهای عرب خلیج فارس

## آسیای مرکزی

پرچم قزاقستان
پرچم قرقیزستان
پرچم تاجیکستان
پرچم ترکمنستان
پرچم ازبکستان

## آسیای شرقی

پرچم جمهوری خلق چین همچنین بینید: فهرست پرچم‌های چین
پرچم جمهوری چین (تایوان) همچنین ببینید: فهرست پرچم‌های چین
پرچم هنگ کنگ (چین)
پرچم ژاپن
پرچم کره شمالی
پرچم کره جنوبی
پرچم ماکائو (چین)
پرچم مغولستان

## آسیای جنوب شرقی

پرچم برونئی
پرچم کامبوج
پرچم اندونزی
پرچم لائوس
پرچم مالزی همچنین ببینید: فهرست پرچم‌های مالزی
پرچم میانمار
پرچم فیلیپین
پرچم سنگاپور
پرچم تایلند
پرچم ویتنام
پرچم تیمور شرقی

## آسیای جنوبی

پرچم افغانستان
پرچم بنگلادش
پرچم بوتان
پرچم هند همچنین ببینید: فهرست پرچم‌های هند
پرچم مالدیو
پرچم نپال
پرچم پاکستان همچنین ببینید: فهرست پرچم‌های پاکستان
پرچم سری لانکا

## آسیای جنوب غربی

پرچم آذربایجان
پرچم ایران همچنین بینید: فهرست پرچم‌های ایران
پرچم ارمنستان همچنین بینید: فهرست پرچم‌های ارمنستان
پرچم اردن
پرچم اسرائیل
پرچم بحرین
پرچم قبرس
پرچم گرجستان
پرچم عراق همچنین بینید: فهرست پرچم‌های عراق
پرچم کویت
پرچم لبنان
پرچم عمان
پرچم فلسطین
پرچم قطر
پرچم عربستان سعودی
پرچم سوریه
پرچم ترکیه
پرچم امارات متحده عربی
پرچم یمن

## آسیای شمالی

پرچم روسیه
همچنین ببینید: فهرست پرچم‌های روسیه